# HD 220242
HD 220242，又名BD+25 4924，SAO 91208、HR 8888，是一颗恒星，视星等为6.62，位于銀經99.25，銀緯-32.11，其B1900.0坐标为赤經23h 17m 3.2s，赤緯+26° -32.11′ 46″。